# Тринадцять друзів Оушена
«Трина́дцять дру́зів О́ушена» (англ. Ocean's Thirteen) — американський фільм 2007 року, зрежисований Стівеном Содербергом та вперше показаний 24 травня 2007 року у Франції на Канському кінофестивалі. Офіційний прем'єрний показ фільму відбувся 5 червня 2007 року в Голівуді, Каліфорнія. Це третя стрічка з цієї серії фільмів, попередня, що мала назву Дванадцять друзів Оушена, вийшла в 2004 році, а перша — Одинадцять друзів Оушена — у 2001.

## У ролях
| Актор        | Роль                            |
| ------------ | ------------------------------- |
| Джордж Клуні | Денні Оушен                     |
| Бред Пітт    | Расті Раян                      |
| Метт Деймон  | Лінус Колдвел / Ленні Пепперідж |
| Енді Гарсія  | Террі Бенедикт                  |
| Дон Чідл     | Башер Тар                       |
| Берні Мак    | Френк Кеттон                    |
| Елліотт Ґулд | Рубен Тішкоф                    |
| Кейсі Аффлек | Верджил Малой                   |
| Скотт Каан   | Турк Малой                      |
| Цинь Шаобо   | Єн                              |

| Актор            | Роль             |
| ---------------- | ---------------- |
| Едді Джемісон    | Лівінгстон Дел   |
| Карл Райнер      | Сол Блум         |
| Едді Іззард      | Роман Нагель     |
| Аль Пачіно       | Віллі Банк       |
| Еллен Баркін     | Ебігейл Спондер  |
| Венсан Кассель   | Франсуа Тулур    |
| Ольга Сосновська | Деббі            |
| Дейвид Пеймер    | V.U.P.           |
| Джуліан Сендс    | Греко Монтгомері |
| Джері Вайнтравб  | Денні Шилдс      |

## Касові збори
Під час показу в Україні, що розпочався 7 червня 2007 року, протягом перших вихідних фільм зібрав $262,643 і посів 1 місце в кінопрокаті того тижня. Фільм продовжував очолювати український кінопрокат і зібрав за ті вихідні ще $175,351. Загалом фільм в кінопрокаті України зібрав $872,197, посівши 20 місце серед найбільш касових фільмів 2007 року.